# Sylvester Medal
De Sylvester Medal is een bronzen medaille die eerst elke drie jaar, later elke twee jaar, door de Royal Society wordt toegekend ter aanmoediging van wiskundig onderzoek. De medaille is in 1901 ingesteld. De medaille is genoemd naar James Joseph Sylvester, de Savilian professor in de meetkunde, Oxford, in de jaren 80 van de negentiende eeuw.

## Lijst van laureaten
- 1901 - Henri Poincaré
- 1904 - Georg Cantor
- 1907 - Wilhelm Wirtinger
- 1910 - Henry Frederick Baker
- 1913 - James Whitbread Lee Glaisher
- 1916 - Jean Gaston Darboux
- 1919 - Percy Alexander MacMahon
- 1922 - Tullio Levi-Civita
- 1925 - Alfred North Whitehead
- 1928 - William Henry Young
- 1931 - Edmund Taylor Whittaker
- 1934 - Bertrand Russell
- 1937 - Augustus Edward Hough Love
- 1940 - Godfrey Harold Hardy
- 1943 - John Edensor Littlewood
- 1946 - George Neville Watson
- 1949 - Louis Joel Mordell
- 1952 - Abram Samoilovitsj Besikovitsj
- 1955 - Edward Charles Titchmarsh
- 1958 - Maxwell Herman Alexander Newman
- 1961 - Philip Hall
- 1964 - Mary Lucy Cartwright
- 1967 - Harold Davenport
- 1970 - George Frederick James Temple
- 1973 - John William Scott Cassels
- 1976 - David George Kendall
- 1979 - Graham Higman
- 1982 - John Frank Adams
- 1985 - John Griggs Thompson
- 1988 - Charles T.C. Wall
- 1991 - Klaus Friedrich Roth
- 1994 - Peter Whittle
- 1997 - Harold Scott Macdonald Coxeter
- 2000 - Nigel James Hitchin
- 2003 - Lennart Carleson
- 2006 - Peter Swinnerton-Dyer
- 2009 - John M. Ball
- 2010 - Graeme Segal
- 2012 - John Toland
- 2014 - Ben Green
- 2016 - Timothy Gowers
- 2018 - Dusa McDuff
- 2019 - Peter Sarnak
- 2020 - Bryan Birch
- 2021 - Frances Kirwan
- 2022 - D.R. Heath-Brown
- 2023 - Miles Reid
- 2024 - Philip Maini